# Roberto Aguire
Roberto Aguire (Città del Messico, 9 giugno 1988) è un attore e produttore cinematografico messicano con cittadinanza svizzera naturalizzato statunitense.

## Biografia
Roberto Aguire nasce nel 1988 in Messico da genitori messicani. Successivamente, si trasferisce in Svizzera con la sua famiglia, a Ginevra, dove viene cresciuto. Per poter frequentare la prestigiosa Tisch School of the Arts dell'Università di New York si trasferisce dunque negli Stati Uniti dove, una volta terminati gli studi, si stabilisce ed intraprende la sua carriera di attore. Raggiunge la popolarità con i ruoli di Emilio in Struck by Lightning (di cui è anche produttore) e di Leo in Boulevard, dove recita al fianco di Robin Williams, uno degli ultimi film in cui il grande attore recita prima della sua morte. Per interpretare il ruolo di Leo, Aguire ha dovuto perdere quasi quindici chilogrammi.
Ha avuto una relazione con Emma Watson, conosciuta nel 2005 quando Aguire era impegnato in uno stage nel dipartimento effetti speciali del film Harry Potter e il calice di fuoco.

## Filmografia

### Cinema
- Struck by Lightning, regia di Brian Dannelly (2012) – co-produttore
- Redemption, regia di Tim Martin Crouse (2013)
- Boulevard, regia di Dito Montiel (2014)
- The Morning After, regia di Shanra J. Kehl (2015)
- After Darkness, regia di Batan Silva (2016)
- Casi Una Gran Estafa, regia di Guillermo Barba (2017)

### Televisione
- Sand Sharks, regia di Mark Atkins – film TV (2012)
- The Emperors, regia di Harry Tarre – film TV (2014)
- NCIS: New Orleans – serie TV, episodi 1x09 e 1x11 (2014-2015)
- Pretty Little Liars – serie TV, 6 episodi (2016)
- Lethal Weapon – serie TV, episodio 1x06 (2016)

## Doppiatori italiani
Nelle versioni in italiano delle opere in cui ha recitato, Sheamus è stato doppiato da:
- Davide Perino in Boulevard
- Gabriele Lopez in NCIS: New Orleans
- Stefano Crescentini in Pretty Little Liars